# Ницан (посёлок)
Ницан (калм. Ниицән) — посёлок в Наримановском районе Астраханской области, в составе сельского поселения Астраханский сельсовет.

## История
Дата основания не установлена. Впервые обозначен на карте РККА 1940 года. До 27 декабря 1943 года входил в состав Калмыцкой АССР.
Название посёлка
производное от калм. Ниицән и переводится как «союз».

## География
Посёлок расположен на берегу ильменя Камышовый в 40 км к северо-востоку от села Буруны. 
Уличная сеть представлена двумя улицами: ул. Луговая и ул. Ницанская

## Население
| 2002 | 2010 | 2013 | 2014 |
| ---- | ---- | ---- | ---- |
| 65   | ↗120 | ↘119 | ↗126 |

Национальный и гендерный состав
По данным Всероссийской переписи, в 2010 году численность населения посёлка составляла 120 человек (71 мужчина и 49 женщин, 59,2 и 40,8 %% соответственно)
Согласно результатам переписи 2002 года, в национальной структуре населения даргинцы составляли 53 %, казахи 31 % из общей численности 64 человека.
| Национальность | Численность (2010) | Процент |
| -------------- | ------------------ | ------- |
| Даргинцы       | 62                 | 50,4%   |
| Казахи         | 26                 | 21,1%   |
| Русские        | 17                 | 13,8%   |
| Кыргызы        | 7                  | 5,7%    |
| Аварцы         | 4                  | 4,9%    |
| Молдаване      | 5                  | 4,1%    |
| Всего          | 123                | 100%    |

## Инфраструктура
По состоянию на 1989 год — овцеводческая товарная ферма № 4 совхоза «Астраханский»

## Транспорт
Поселковые (сельские) дороги.
Железная дорога проходит менее, чем в 4 км, ближайший остановочный пункт — разъезд № 2.